# 六甲丸 (2代)
六甲丸（ろっこうまる）は、関西汽船が運航していたフェリー。本項目では1990年に就航した2代目を取り扱う。

## 概要
六甲丸 (初代)の代船として来島どっくで建造され、1990年6月に就航した。共有建造制度を利用して建造された船舶整備公団との共有船である。
明石海峡大橋開通による関西汽船のジャンボフェリー共同運航からの撤退で1998年4月に引退、係船された。
その後、海外売船され、ギリシャのIonian Fast FerriesでEKATERINI Pとして就航している。

### 航路
ジャンボフェリー
- 神戸港（東神戸フェリーセンター） - 高松港（高松東港）

ジャンボフェリーとして加藤汽船と共同運航を行っており、関西汽船は本船と生駒丸、加藤汽船はりつりん2、こんぴら2が運航されていた。

## 設計
本船の同型船として生駒丸 (2代)が建造されたが、本船の使用実績を反映して船内配置などが変更され、旅客定員が約5割増やされた。本船も生駒丸に合わせ旅客定員を450名としている。船首および船尾にランプを装備しており、ファンネルは1本で左舷に寄せられている。
海外売船後は、右舷にダミーファンネルが設けられ、船尾に船室が増設されている。2012年に船首ランプを撤去して通常の船首とする改造工事を受けた。

## 船内

### 船室

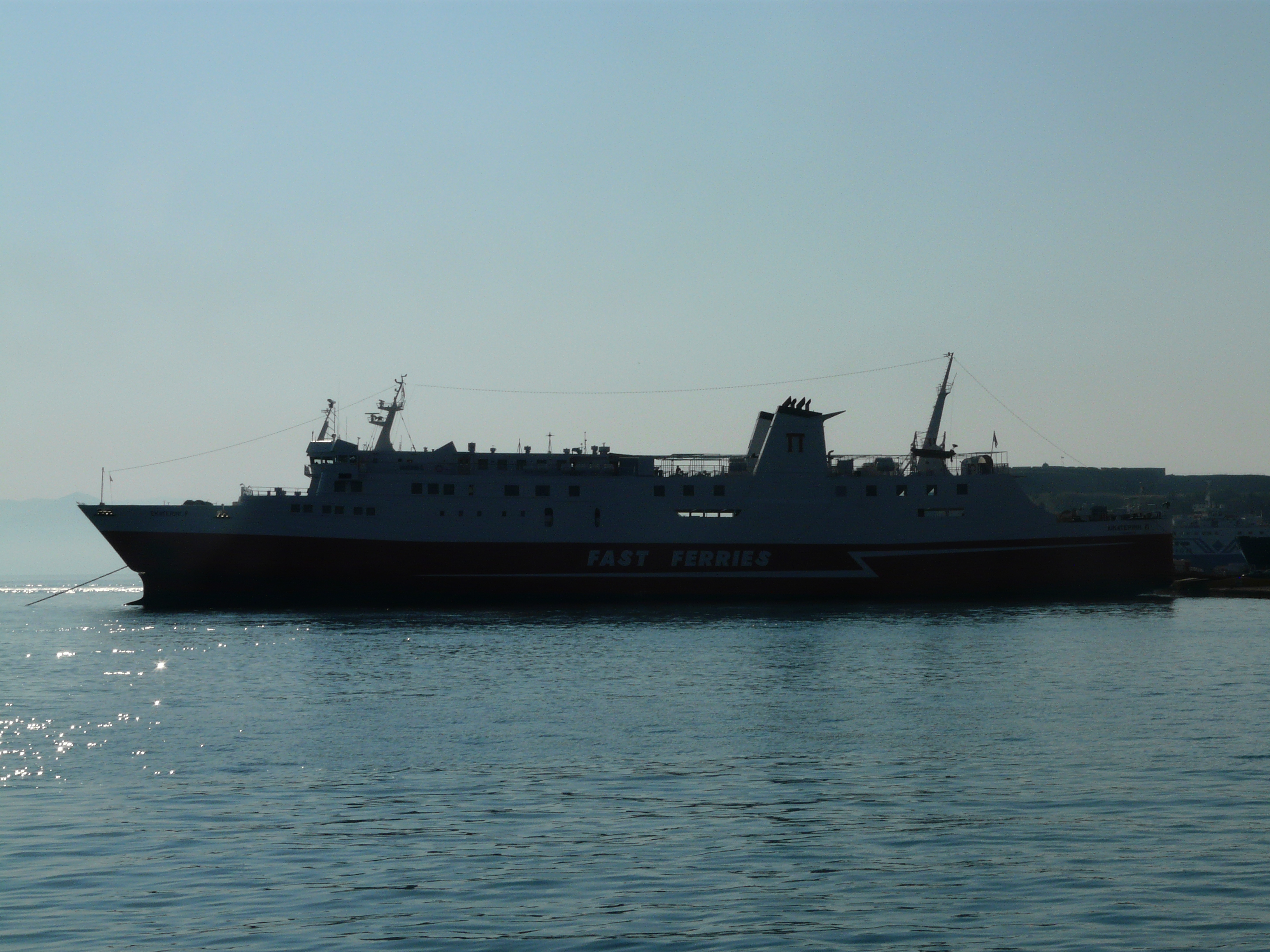
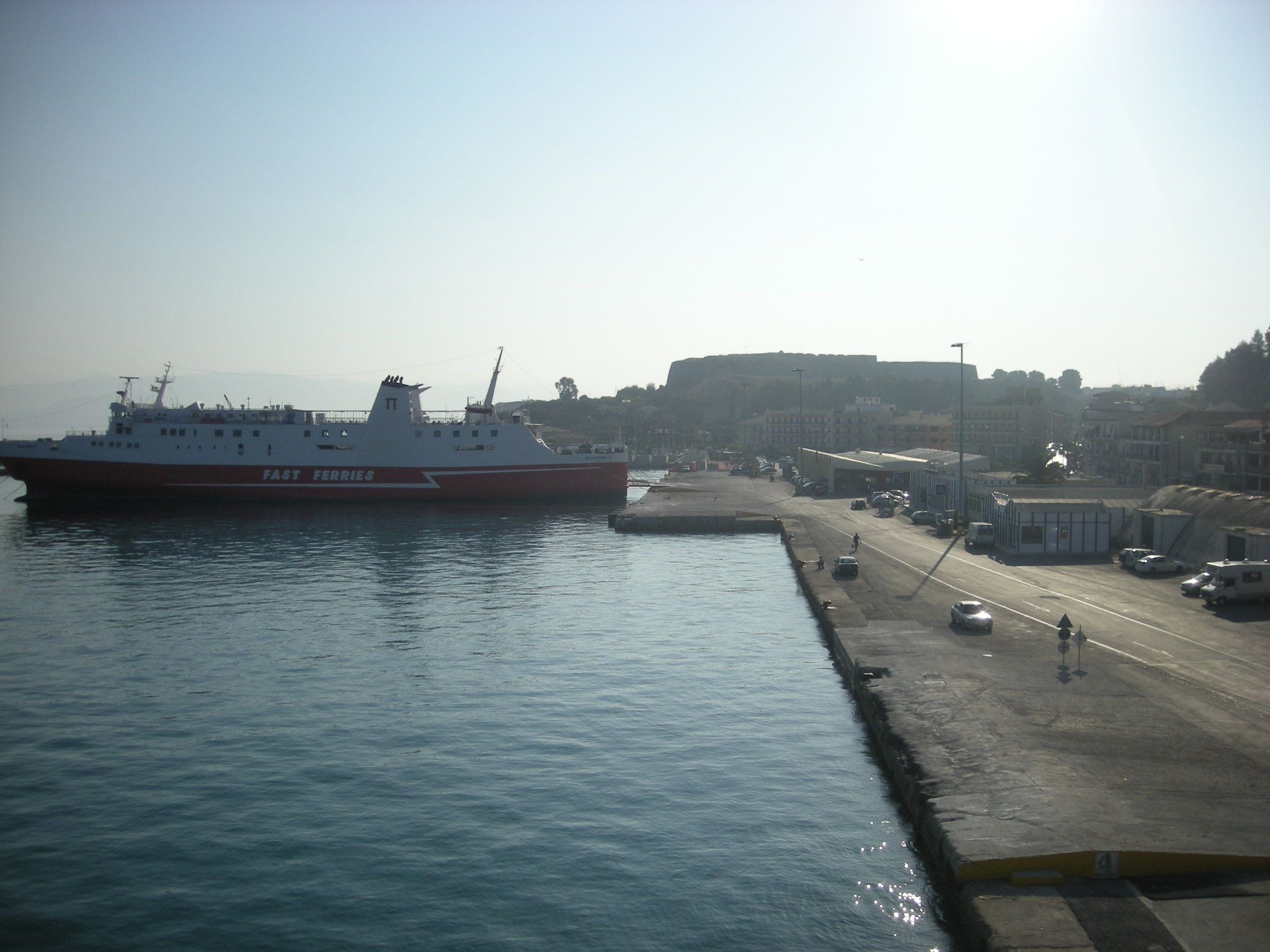

- 1等室- 4名×10室、40名
- 2等室 - 268名